# Philipp Wagener
Philipp Erich Theodor Wagener (* 24. Februar 1819 in Nieder-Wildungen; † 5. Februar 1888 ebenda) war ein deutscher Kaufmann und Politiker.
Wagener war Sohn des Bürgermeisters und Stadtfreunds, Metzgermeisters Johann Daniel Wagener (1762–1842) und dessen Ehefrau Katharina, geborene Schotte (1782–1824). Er heiratete am 1. Mai 1853 in Nieder-Wildungen Katharine Wilhelmine Schleiermacher (1831–1878). Wagener war Kaufmann in Nieder-Wildungen, wo er 1872 bis 1873 auch Bürgermeister war.
Von 1855 bis 1859 war er Abgeordneter im Landtag des Fürstentums Waldeck-Pyrmont für den Kreis der Eder.